# Polo e polar

A reta polar q em relação a ponto Q com respeito a um círculo de raio r centrado sobre o ponto O. O ponto P é o ponto de inversão de Q; o polar é a reta passando por P que é perpendicular à reta contendo O, P e Q.

Em geometria, os termos polo e polar são usados para descrever um ponto e uma reta que tem uma única relação recíproca em relação a uma dada seção cônica. Se o ponto está na seção cônica, sua polar é a linha tangente à seção cônica naquele ponto.
Para um círculo dado, reciprocidade em um círculo significa transformar cada ponto no plano em sua linha polar e cada linha no plano em seu pólo.